# Amorbach
Amorbach là một đô thị thuộc huyện Miltenberg bang Bayern nước Đức.